# David Barral Torres
David Barral Torres (nascut el 10 de maig de 1983 a Cadis) és un futbolista professional andalús que juga com a davanter al Internacional de Madrid.
El 5 de juliol de 2015 Barral va signar amb l'Al Dhafra SCC dels Emirats Àrabs Units, després que s'acabés el seu contracte amb la UE Llevant.